# Deliver the Word
Deliver the Word är ett musikalbum av musikgruppen War som lanserades i augusti 1973 på skivbolaget United Artists Records. Liksom deras förra album The World Is a Ghetto låg skivan etta på Billboardlistan för R&B-album, men blev inte lika framgångsrik som det nämnda albumet på poplistan Billboard 200. Från skivan släpptes en förkortad version av "Gypsy Man" och "Me and Baby Brother" som singlar. I övrigt märks på skivan starka jazzinfluenser, särskilt i öppningsspåret "H2Overture". LP-skivornas fodral hade ursprungligen en utskuren detalj på framsidan i nedre vänstra hörnet där man såg en liten bit av innerfodralet. Skivfodralets utformning påminner om framsidan på en bibel, och skivtiteln är en referens till en fras som ofta förekommer i bibeln.

## Låtlista
1. "H2Overture" – 4:38
2. "In Your Eyes" – 4:22
3. "Gypsy Man" – 11:35
4. "Me and Baby Brother" – 3:30
5. "Deliver the Word" – 7:48
6. "Southern Part of Texas" – 6:22
7. "Blisters" – 2:21

## Listplaceringar
- Billboard 200, USA: #6[1]